# Кампу-Алегри (Санта-Катарина)
Кампу-Алегри (порт. Campo Alegre) — муниципалитет в Бразилии, входит в штат Санта-Катарина. Составная часть мезорегиона Север штата Санта-Катарина. Входит в экономико-статистический микрорегион Сан-Бенту-ду-Сул. Население составляет 12 611 человек на 2006 год. Занимает площадь 496,146 км². Плотность населения — 25,8 чел./км².
Праздник города — 18 марта.

## История
Город основан 18 марта 1897 года.

## Статистика
- Валовой внутренний продукт на 2003 составляет 122.582.565,00 реалов (данные: Бразильский институт географии и статистики).
- Валовой внутренний продукт на душу населения на 2003 составляет 10.000,21 реалов (данные: Бразильский институт географии и статистики).
- Индекс развития человеческого потенциала на 2000 составляет 0,772 (данные: Программа развития ООН).